# Vého
Vého é uma comuna francesa na região administrativa de Grande Leste, no departamento de Meurthe-et-Moselle. Estende-se por uma área de 7,74 km². Em 2010 a comuna tinha 106 habitantes (densidade: 13,7 hab./km²).